# Hearfield Glacier
Hearfield Glacier är en glaciär i Antarktis. Den ligger i Östantarktis. Nya Zeeland gör anspråk på området. Hearfield Glacier ligger 1 022 meter över havet.
Terrängen runt Hearfield Glacier är kuperad åt nordost, men åt sydväst är den bergig.  Trakten är obefolkad. Det finns inga samhällen i närheten. 